# 西域隱棘杜父魚
西域隱棘杜父魚，為輻鰭魚綱鮋形目杜父魚亞目隱棘杜父魚科的其中一種，為深海魚類，分布於東印度洋澳洲西部海域，棲息深度350-704公尺，體長可達11.1公分，棲息在大陸坡底層水域，生活習性不明。

## 扩展阅读
維基物種上的相關：西域隱棘杜父魚